# Irrealis
De irrealis is een aspect van werkwoorden met behulp waarvan de spreker tot uitdrukking brengt dat de genoemde handeling of toestand op het moment van spreken voor zover bekend (nog) niet heeft plaatsgehad. Als zodanig staat de irrealis tegenover de realis.
In het Nederlands wordt de irrealis het vaakst weergegeven met dezelfde wijs die voor de realis wordt gebruikt, namelijk de aantonende wijs in combinatie met allerlei hulpwerkwoorden die een modaliteit uitdrukken, zoals zullen, kunnen en moeten. Alleen de gebiedende wijs is in het Nederlands een aparte wijs voor de irrealis. In heel veel andere talen bestaan naast de gebiedende wijzen nog meer wijzen om de irrealis mee uit te drukken. In het Latijn bijvoorbeeld wordt hiervoor de aanvoegende wijs of conjunctief gebruikt. Andere talen hebben nog meer aparte wijzen voor het weergeven van specifieke aspecten, zoals de dubitatief, de cohortatief, de interrogatief en de conditionalis.